# Adam Olearius
Adam Olearius, pseudonimo di Adam Ölschläger (Aschersleben, 1600 – Gottorp, 1671), è stato un orientalista tedesco.
Valente geografo e poliglotta, fu al servizio di Federico III di Holstein-Gottorp durante la spedizione in Persia (1635-1639). Olearius lasciò ottime illustrazioni e relazioni di viaggio, che lo resero iniziatore del genere avventuroso in Germania. Da allora fu il fulcro di molti scrittori e avventurieri tedeschi  come Paul Fleming e Jürgen Andersen.

## Opere
- Auserlesene Gedichte, hrsg. Wilhelm Müller, Leipzig 1822 (Bibliothek deutscher Dichter d. 17. Jhs., 9)
- Lustige Historie woher das Tabacktrincken kompt. Schleswig, 1643
- Moskowitische und persische Reise: die holsteinische Gesandtschaft 1633-1639. Schleswig 1656, Repr. Stuttgart: Thienemann, 1986. ISBN 3-522-60650-7
- Kurtze Erinnerung und Bericht von der grossen und erschrecklichen Sonnen-Finsterniß so dieses 1630. Jahrs den letzten Maij … sich sehen lassen, Leipzig 1630 (Digitalisat Wolfenbüttel)
- Offt begehrte Beschreibung Der Newen Orientalischen Reise / So durch Gelegenheit einer Holsteinischen Legation an den König in Persien geschehen: Worinnen Derer Orter und Länder/ durch welche die Reise gangen / als fürnemblich Rußland / Tartarien und Persien / sampt ihrer Einwohner Natur/ Leben und Wesen fleissig beschrieben / und mit vielen Kupfferstücken / so nach dem Leben gestellet / gezieret / Durch M. Adamum Olearium, Ascanium Saxonem, Fürstl: Schleßwig-Holsteinischen Hoff-mathemat. Item Ein Schreiben des WolEdeln [et]c. Johann Albrecht Von Mandelslo: worinnen dessen OstIndianische Reise über den Oceanum enthalten; Zusampt eines kurtzen Berichts von jetzigem Zustand des eussersten Orientalischen KönigReiches Tzina, Schleswig 1647 (Digitalisat Wolfenbüttel)
- Persianischer Rosenthal Hamburg 1654 (Digitalisat Wolfenbüttel)
- Ausführliche Beschreibung der kundbaren Reyse Nach Muscow und Persien. So durch gelegenheit einer Holsteinischen Gesandschafft von Gottorff auß an Michael Fedorowitz den grossen Zaar in Muscow / und Schach Sefi König in Persien geschehen …, Schleswig 1663 Digitalisat Wolfenbüttel
- Gottorfische Kunst-Cammer, Schleswig 1666 (Digitalisat Wolfenbüttel: Teil 1, Teil 2)